# Lista nagród i nominacji StayC
Lista nominacji i nagród otrzymanych przez południowokoreańską grupę STAYC:
Do tej pory grupa zdobyła 20 nagród z 62 nominacji, jak i również 20 nagród za pierwsze miejsce w południowokoreańskich programach muzycznych.

## Lista nominacji i nagród

### Asia Artist Awards
| Rok                                             | Kategoria | Nominowany | Rezultat | Przy. |                                  |       |         |       |
| ----------------------------------------------- | --------- | ---------- | -------- | ----- | -------------------------------- | ----- | ------- | ----- |
| Rok                                             | Kategoria | Nominowany | Rezultat | 2021  | Nagroda dla Wokalisty Nowej Fali | STAYC | Wygrana | [ 1 ] |
| Nagroda Popularności Żeński Idol                | Nominacja | [ 2 ]      |          | 2021  |                                  | STAYC |         |       |
| Nagroda popularności U+Idol Live – Grupa Żeńska | Nominacja | [ 3 ]      |          | 2021  |                                  | STAYC |         |       |

### Asia Model Awards
| Rok | Kategoria | Nominowany | Rezultat | Przy. |                |       |         |       |
| --- | --------- | ---------- | -------- | ----- | -------------- | ----- | ------- | ----- |
| Rok | Kategoria | Nominowany | Rezultat | 2021  | Debiutant Roku | STAYC | Wygrana | [ 4 ] |

### Asian Pop Music Awards
| Rok | Kategoria | Nominowany | Rezultat | Przy. |                                     |       |           |       |
| --- | --------- | ---------- | -------- | ----- | ----------------------------------- | ----- | --------- | ----- |
| Rok | Kategoria | Nominowany | Rezultat | 2021  | Najlepszy Nowy Artysta (za Granicą) | STAYC | Nominacja | [ 5 ] |

### Asia Star Entertainer Awards
| Rok | Kategoria | Nominowany | Rezultat | Przy. |                   |       |         |       |
| --- | --------- | ---------- | -------- | ----- | ----------------- | ----- | ------- | ----- |
| Rok | Kategoria | Nominowany | Rezultat | 2024  | Najlepsza Gwiazda | STAYC | Wygrana | [ 6 ] |

### Brand Customer Loyalty Award
| Rok  | Kategoria                        | Nominowany | Rezultat | Przy. |                                              |       |         |       |
| ---- | -------------------------------- | ---------- | -------- | ----- | -------------------------------------------- | ----- | ------- | ----- |
| Rok  | Kategoria                        | Nominowany | Rezultat | 2021  | Nagroda dla Najlepszego Żeńskiego Debiutanta | STAYC | Wygrana | [ 7 ] |
| 2022 | Żeński Idol (Wschodząca Gwiazda) | Wygrana    | [ 8 ]    |       |                                              | STAYC |         |       |

### Brand of the Year Awards
| Rok | Kategoria | Nominowany | Rezultat | Przy. |                                |       |           |       |
| --- | --------- | ---------- | -------- | ----- | ------------------------------ | ----- | --------- | ----- |
| Rok | Kategoria | Nominowany | Rezultat | 2021  | Nagroda Debiut Żeńskiego Idola | STAYC | Nominacja | [ 9 ] |

### Circle Chart Music Awards
| Rok  | Kategoria                                | Nominowany   | Rezultat  | Przy.  |                             |          |           |        |
| ---- | ---------------------------------------- | ------------ | --------- | ------ | --------------------------- | -------- | --------- | ------ |
| Rok  | Kategoria                                | Nominowany   | Rezultat  | 2021   | Nowy Artysta Roku - Cyfrowy | „So Bad” | Nominacja | [ 10 ] |
| 2022 | Odkrycie Roku – Gorący Trend             | STAYC        | Wygrana   | [ 11 ] |                             |          |           |        |
| 2022 | Artysta Roku (Muzyka Cyfrowa) – Wrzesień | „Stereotype” | Nominacja | [ 12 ] |                             |          |           |        |
| 2023 | Światowy Debiutant Roku                  | STAYC        | Wygrana   | [ 13 ] |                             |          |           |        |
| 2023 | Piosenka roku – luty                     | „Run2U”      | Nominacja | [ 14 ] |                             |          |           |        |
| 2024 | Nowa Ikona Roku                          | Teddy Bear   | Wygrana   | [ 15 ] |                             |          |           |        |

### Golden Disc Awards
| Rok                                     | Kategoria             | Nominowany | Rezultat  | Przy.  |                          |        |         |        |
| --------------------------------------- | --------------------- | ---------- | --------- | ------ | ------------------------ | ------ | ------- | ------ |
| Rok                                     | Kategoria             | Nominowany | Rezultat  | 2022   | Cyfrowa Piosenka Bonsang | „ASAP” | Wygrana | [ 16 ] |
| Nagroda Debiutant Roku                  | STAYC                 | Wygrana    | [ 17 ]    | 2022   |                          |        |         |        |
| Nagroda dla Najpopularniejszego Artysty | STAYC                 | Nominacja  | [ 18 ]    | 2022   |                          |        |         |        |
| 2024                                    | Cyfrowy utwór Bonsang | Teddy Bear | Wygrana   | [ 19 ] |                          |        |         |        |
| 2024                                    | Cyfrowy Daesang       | Teddy Bear | Nominacja | [ 19 ] |                          |        |         |        |

### Hanteo Music Awards
| Rok  | Kategoria              | Nominowany | Rezultat | Przy. |                        |       |           |        |
| ---- | ---------------------- | ---------- | -------- | ----- | ---------------------- | ----- | --------- | ------ |
| Rok  | Kategoria              | Nominowany | Rezultat | 2021  | Najlepsza Żeńska Grupa | STAYC | Nominacja | [ 20 ] |
| 2023 | Artysta Roku (Bonsang) | Wygrana    | [ 21 ]   |       |                        | STAYC |           |        |

### K Global Heart Dream Awards
| Rok | Kategoria | Nominowany | Rezultat | Przy. |                                   |       |         |        |
| --- | --------- | ---------- | -------- | ----- | --------------------------------- | ----- | ------- | ------ |
| Rok | Kategoria | Nominowany | Rezultat | 2023  | K Global Bonsang (Główna Nagroda) | STAYC | Wygrana | [ 22 ] |

### KBS World Radio K-Pop Awards
| Rok                     | Kategoria | Nominowany | Rezultat | Przy. |                   |       |           |        |
| ----------------------- | --------- | ---------- | -------- | ----- | ----------------- | ----- | --------- | ------ |
| Rok                     | Kategoria | Nominowany | Rezultat | 2022  | Żeńska Grupa Roku | STAYC | Nominacja | [ 23 ] |
| Artysta Roku            | Nominacja |            |          | 2022  |                   | STAYC |           | [ 23 ] |
| Najlepsza Piosenka Roku | „Run2U”   | Nominacja  |          | 2022  |                   |       |           | [ 23 ] |

### Korea Culture Entertainment Awards
| Rok | Kategoria | Nominowany | Rezultat | Przy. |                       |       |         |        |
| --- | --------- | ---------- | -------- | ----- | --------------------- | ----- | ------- | ------ |
| Rok | Kategoria | Nominowany | Rezultat | 2021  | Nagroda Gwiazdy K-Pop | STAYC | Wygrana | [ 24 ] |

### Korea First Brand Awards
| Rok | Kategoria | Nominowany | Rezultat | Przy. |                                             |       |           |        |
| --- | --------- | ---------- | -------- | ----- | ------------------------------------------- | ----- | --------- | ------ |
| Rok | Kategoria | Nominowany | Rezultat | 2022  | Nagroda Wschodzącej Gwiazdy Żeńskiego Idola | STAYC | Nominacja | [ 25 ] |

### Korea Grand Music Awards
| Rok | Kategoria | Nominowany | Rezultat | Przy. |                                 |       |         |        |
| --- | --------- | ---------- | -------- | ----- | ------------------------------- | ----- | ------- | ------ |
| Rok | Kategoria | Nominowany | Rezultat | 2024  | Nagroda dla Najlepszego Artysty | STAYC | Wygrana | [ 26 ] |

### Korean Music Awards
| Rok            | Kategoria | Nominowany | Rezultat | Przy. |                          |        |           |        |
| -------------- | --------- | ---------- | -------- | ----- | ------------------------ | ------ | --------- | ------ |
| Rok            | Kategoria | Nominowany | Rezultat | 2022  | Najlepsza Piosenka K-pop | „ASAP” | Nominacja | [ 27 ] |
| Debiutant Roku | STAYC     | Nominacja  |          | 2022  |                          |        |           | [ 27 ] |

### MAMA Awards
| Rok                                      | Kategoria     | Nominowany | Rezultat  | Przy.  |              |       |           |        |
| ---------------------------------------- | ------------- | ---------- | --------- | ------ | ------------ | ----- | --------- | ------ |
| Rok                                      | Kategoria     | Nominowany | Rezultat  | 2021   | Artysta Roku | STAYC | Nominacja | [ 28 ] |
| Piosenka Roku                            | „ASAP”        | Nominacja  |           | 2021   |              |       |           | [ 28 ] |
| Wybór Fanów z Całego Świata              | STAYC         | Nominacja  |           | 2021   |              |       |           | [ 28 ] |
| Najlepszy Nowy Żeński Artysta            | STAYC         | Nominacja  |           | 2021   |              |       |           | [ 28 ] |
| Najlepszy Występ Taneczny - Grupa Żeńska | „ASAP”        | Nominacja  |           | 2021   |              |       |           | [ 28 ] |
| 2022                                     | Piosenka Roku | STAYC      | Nominacja | [ 29 ] |              |       |           |        |

### Melon Music Awards
| Rok                                    | Kategoria                   | Nominowany | Rezultat  | Przy.  |                                   |       |         |        |
| -------------------------------------- | --------------------------- | ---------- | --------- | ------ | --------------------------------- | ----- | ------- | ------ |
| Rok                                    | Kategoria                   | Nominowany | Rezultat  | 2021   | Nagroda 1theK za Oryginalną Treść | STAYC | Wygrana | [ 30 ] |
| Najlepsza Żeńska Grupa                 | Nominacja                   |            |           | 2021   |                                   | STAYC |         | [ 30 ] |
| Nagroda Popularności Wśród Internautów | Nominacja                   |            |           | 2021   |                                   | STAYC |         | [ 30 ] |
| Nowy Artysta Roku                      | Nominacja                   |            |           | 2021   |                                   | STAYC |         | [ 30 ] |
| 10 Najlepszych Artystów                | Nominacja                   |            |           | 2021   |                                   | STAYC |         | [ 30 ] |
| 2022                                   | Artysta Roku                | Nominacja  | [ 31 ]    |        |                                   | STAYC |         |        |
| 2022                                   | Wschodzący Globalny Artysta | Wygrana    | [ 32 ]    |        |                                   | STAYC |         |        |
| 2022                                   | 10 Najlepszych Artystów     | Nominacja  | [ 31 ]    |        |                                   | STAYC |         |        |
| 2023                                   | Teledysk Roku               | Bubble     | Wygrana   | [ 33 ] |                                   |       |         |        |
| 2023                                   | 10 Najlepszych Artystów     | STAYC      | Nominacja | [ 34 ] |                                   |       |         |        |

### Europejskie Nagrody Muzyczne MTV
| Rok | Kategoria | Nominowany | Rezultat | Przy. |                               |       |           |        |
| --- | --------- | ---------- | -------- | ----- | ----------------------------- | ----- | --------- | ------ |
| Rok | Kategoria | Nominowany | Rezultat | 2021  | Najlepszy Koreański Wykonawca | STAYC | Nominacja | [ 35 ] |

### Prêmio Anual K4US
| Rok           | Kategoria | Nominowany | Rezultat | Przy. |             |       |           |        |
| ------------- | --------- | ---------- | -------- | ----- | ----------- | ----- | --------- | ------ |
| Rok           | Kategoria | Nominowany | Rezultat | 2021  | Debiut Roku | STAYC | Nominacja | [ 36 ] |
| Piosenka Roku | „ASAP”    | Nominacja  |          | 2021  |             |       |           | [ 36 ] |

### Seoul Music Awards
| Rok                  | Kategoria                                   | Nominowany | Rezultat | Przy. |                                     |       |           |        |
| -------------------- | ------------------------------------------- | ---------- | -------- | ----- | ----------------------------------- | ----- | --------- | ------ |
| Rok                  | Kategoria                                   | Nominowany | Rezultat | 2021  | Koreańska Fala Nagroda Popularności | STAYC | Nominacja | [ 37 ] |
| Nagroda Popularności | Nominacja                                   |            |          | 2021  |                                     | STAYC |           | [ 37 ] |
| Debiutant Roku       | Nominacja                                   |            |          | 2021  |                                     | STAYC |           | [ 37 ] |
| 2022                 | Najlepszy występ                            | Wygrana    | [ 38 ]   |       |                                     | STAYC |           |        |
| 2022                 | Koreańska Fala Nagroda Popularności         | Nominacja  | [ 39 ]   |       |                                     | STAYC |           |        |
| 2022                 | Nagroda Główna (Bonsang)                    | Nominacja  | [ 39 ]   |       |                                     | STAYC |           |        |
| 2022                 | Nagroda Popularności                        | Nominacja  | [ 39 ]   |       |                                     | STAYC |           |        |
| 2022                 | Nagroda U+Idol Live dla Najlepszego Artysty | Nominacja  | [ 40 ]   |       |                                     | STAYC |           |        |

### The Fact Music Awards
| Rok                                       | Kategoria | Nominowany | Rezultat | Przy. |                               |       |         |        |
| ----------------------------------------- | --------- | ---------- | -------- | ----- | ----------------------------- | ----- | ------- | ------ |
| Rok                                       | Kategoria | Nominowany | Rezultat | 2021  | Nagroda dla Następnego Lidera | STAYC | Wygrana | [ 41 ] |
| Najczęściej wybierany artysta przez fanów | Nominacja | [ 42 ]     |          | 2021  |                               | STAYC |         |        |
| Nagroda popularności U+Idol Live          | Nominacja | [ 43 ]     |          | 2021  |                               | STAYC |         |        |
| Nagroda Fanów i Gwiazd - Artysta          | Nominacja | [ 44 ]     |          | 2021  |                               | STAYC |         |        |

## Nagrody w programie muzycznym
Lista konkurujących piosenek i pierwszych miejsc w sześciu głównych programach muzycznych w południowokoreańskiej telewizji.
| Rok   | Piosenka          | Inkigayo | M! Countdown | Music Bank | Show Champion | Show! Music Core | The Show | Razem |
| ----- | ----------------- | -------- | ------------ | ---------- | ------------- | ---------------- | -------- | ----- |
| 2020  | So Bad            |          |              |            |               |                  |          | 0     |
| 2021  | ASAP              |          |              |            |               |                  |          | 0     |
| 2021  | Stereotype        |          | 🥇           |            | 🥇            |                  | 🥇       | 3     |
| 2022  | RUN2U             |          | 🥇           | 🥇         | 🥇            |                  | 🥇       | 7     |
| 2022  | Beautiful Monster |          |              |            |               |                  | 🥇       | 1     |
| 2023  | Teddy Bear        | 🥇       |              | 🥇         | 🥇            | 🥇               | 🥇       | 6     |
| 2023  | Bubble            |          |              | 🥇         |               |                  | 🥇       | 2     |
| 2024  | Cheeky Icy Thang  |          |              | 🥇         |               |                  |          | 1     |
| Razem | Razem             | 1        | 3            | 5          | 4             | 1                | 6        | 20    |

### Inkigayo
Inkigayo (hangul: 인기가요) to południowokoreański program muzyczny emitowany na kanale SBS.
| Data           | Piosenka   | Przy.  |
| 26 lutego 2023 | Teddy Bear | [ 45 ] |

### M! Countdown
M! Countdown (hangul: 엠카운트다운) to południowokoreański program muzyczny nadawany w stacji Mnet.
| Data             | Piosenka   | Przy.  |
| 16 września 2021 | Stereotype | [ 46 ] |
| 10 marca 2022    | RUN2U      | [ 47 ] |
| 17 marca 2022    | RUN2U      | [ 48 ] |

### Music Bank
Music Bank (hangul: 뮤직뱅크) to południowokoreański program muzyczny emitowany na kanale KBS2.
| Data            | Piosenka         | Przy.  |
| 4 marca 2022    | RUN2U            | [ 49 ] |
| 11 marca 2022   | RUN2U            | [ 50 ] |
| 24 lutego 2023  | Teddy Bear       | [ 51 ] |
| 1 września 2023 | Bubble           | [ 52 ] |
| 12 lipca 2024   | Cheeky Icy Thang | [ 53 ] |

### Show Champion
Show Champion (hangul: 쇼 챔피언) to południowokoreański program muzyczny nadawany w stacji MBC M.
| Data             | Piosenka   | Przy.  |
| 15 września 2021 | Stereotype | [ 54 ] |
| 9 marca 2022     | RUN2U      | [ 55 ] |
| 22 lutego 2023   | Teddy Bear | [ 56 ] |
| 8 marca 2023     | Teddy Bear | [ 57 ] |

### Show! Music Core
Show! Music Core (hangul: 쇼! 음악중심) to południowokoreański program muzyczny emitowany w telewizji MBC.
| Data          | Piosenka   | Przy.  |
| 11 marca 2023 | Teddy Bear | [ 58 ] |

### The Show
The Show (hangul: 더 쇼) to południowokoreański program muzyczny emitowany na SBS MTV.
| Data             | Piosenka          | Przy.  |
| 14 września 2021 | Stereotype        | [ 59 ] |
| 1 marca 2022     | RUN2U             | [ 60 ] |
| 8 marca 2022     | RUN2U             | [ 61 ] |
| 26 lipca 2022    | Beautiful Monster | [ 62 ] |
| 21 lutego 2023   | Teddy Bear        | [ 63 ] |
| 29 sierpnia 2023 | Bubble            | [ 64 ] |